# Sabina Escola Parque do Conhecimento
Sabina Escola Parque do Conhecimento (popularmente conhecido como Sabina) é uma instituição pública subordinada à Secretaria Municipal de Educação do município de Santo André. No local, é proporcionado aos visitantes a interação em experimentos lúdicos científicos, além de integrar laboratórios, bibliotecas multimídia e o Planetário Johannes Kepler. O centro foi inaugurado em 11 de fevereiro de 2007 (depois de 6 anos da sua idealização) e reúne os conhecimentos relacionados às Ciências, Artes e Tecnologia. O local foi feito de modo que fosse um grande laboratório experimental, democratizando o acesso ao conhecimento científico com o funcionamento do centro interativo. Sua estrutura arquitetônica foi projetada pelo premiado arquiteto Paulo Mendes da Rocha, tendo mais de 24 mil m² sendo 14.000m² construídos, o espaço é divido em dois pavimentos. Desses, 11.000m² abrigam o pavilhão principal e na área de 3.000m² temos o Planetário e Teatro Digital, nos primeiros meses de inauguração já recebeu mais de 70 mil visitantes. O centro é muito frequentado por alunos e professores que buscam conhecimento físico e científico, como a trajetória da vida, por exemplo.
A Sabina se coloca como um espaço de grande importância para a produção de estudos acadêmicos, constituindo um dos mais importantes espaços de educação não formal na região do ABC paulista, tendo como visão se tornar um dos principais centros interativos de ciência e educação contemporâneo. Por conta da preocupação causada pela pouca importância que os estudantes tem no ramo científico, o espaço Sabina mostra modos de trazer de volta certo interesse, já que na Escola Parque estão à disposição os monitores, que são estudantes universitários dos cursos de Biologia, Engenharia Ambiental, Física, Pedagogia e Química e passaram por treinamento com o intuito de aperfeiçoar o atendimento aos visitantes, assim conduzindo o surgimento de curiosidade, reflexão e ensino-aprendizagem dos alunos e visitantes neste campo,  tornando assim a ciência mais palpável e relevante aos estudantes e a sociedade. O espaço Sabina possibilita esse conhecimento de uma forma leve, sem uma grande profundidade em quesitos científicos. Como resultado, a Sabina constrói cidadãos, majoritariamente estudantes, mais éticos e críticos.
As exposições no espaço Sabina podem ser de quadros, fotografias ou qualquer outro material que se adéqua à Sabina, ou seja, materiais de conteúdo científico, elas variam. O espaço contém inúmeros atrativos curiosos como o “pinguinário”, aquário marinho, “serpentário”, simuladores de fenômenos naturais e sobrevoo, esqueletos de dinossauros, visita ao aparelho digestivo da boneca gigante “Nina”, exposição de artes laboratório musical, biblioteca e cidade do trânsito.
No local, o visitante pode encontrar um globo terrestre construído com materiais reutilizados, um mapa gigante da cidade de Santo André, um túnel que apresenta a teoria científica sobre a origem do universo e um espaço com experimentos físicos diversos, entre outras atrações disponíveis já citadas.

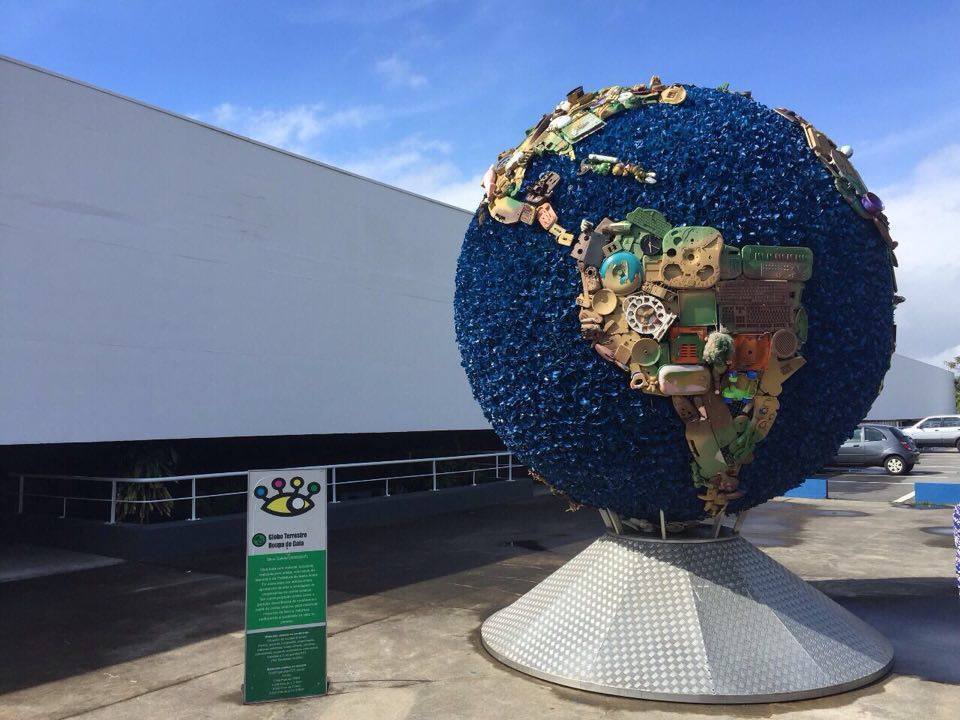
Globo Terrestre feito de materiais recicláveis

Em todo empreendimento turístico atual do espaço há uma loja de souvenir à disposição daqueles que querem guardar uma lembrança do momento que vivenciaram ou presentar alguém próximo. A Sabina é um espaço destinado a educação, logo é evidente que os produtos da loja possuem características educacionais e turísticas, já que boa parte do público que visita o espaço não é de origem do município de Santo André.

## Atrações

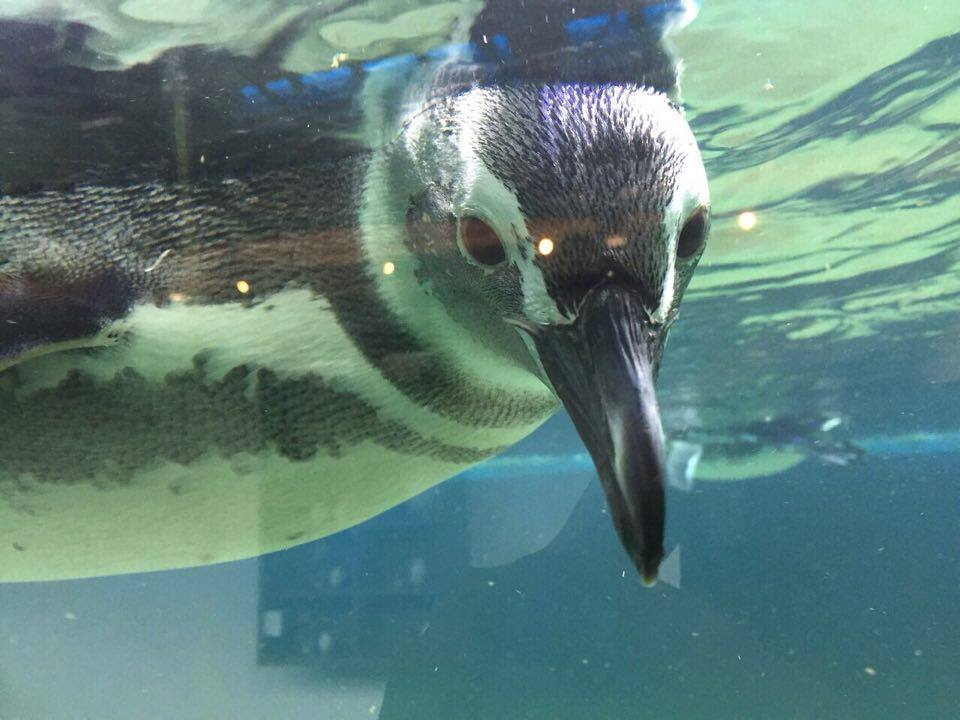
Imagem do Pinguinário da Sabina

O Sabina apresenta centenas de atrações. Entre as atrações mais admiradas pelos visitantes estão os dinossauros, principalmente a melhor réplica do Brasil do esqueleto de um tiranossauro rex, com 12 metros de comprimento, e um Ceratosaurus animatrônico (robô) que se movimenta e emite sons. Outra atividade muito procurada é a nave simuladora, que dá aos visitantes a sensação de estar sobrevoando São Paulo até o litoral paulista, terminando o ‘passeio’ com um mergulho também simulado no fundo do mar para ver os habitantes da área marinha preservada, conhecida como Laje de Santos.
Ainda no patamar das experiências, outro simulador, chamado Fúria da Natureza, possibilita ao visitante o contato com fenômenos como furacões, vulcões, raios e terremotos, por meio de plataforma móvel bem segura. A Sabina possui mais de 150 experimentos nas áreas de química, física, biologia, tecnologia e história, incluindo o famoso Gerador de Van de Graaff, que deixa os cabelos em pé.
A "sala da vida" além de apresentar dois aquários, que contam com algumas espécies de tubarão, raias, e diversos tipos de peixe, contém também um serpentário.
Em agosto de 2016, a Sabina Escola Parque do Conhecimento recebeu a exposição “Casa Sustentável”. O projeto visou mostrar a importância da conscientização ambiental, em que os visitantes tiveram a chance de conhecer práticas sustentáveis e autossuficientes, como caixa plástica para retenção de água de chuva e sistemas de tratamento e aquecedor solar de custo baixo e sistemas de tratamento e gestão de resíduo. A exposição teve como intenção mostrar que atitudes simples podem mudar o consumo em casa e consequentemente ajudar o planeta, o projeto foi de parceria da Braskem com a Ciência Divertida Brasil. A entrada para exposição foi de forma gratuita.
O pinguinário, presente no museu desde 2009, conta com 23 pinguins de Magalhães originários da Patagônia. No museu encontram-se pinguins que nasceram em solo andreense, gerados entre os próprios pinguins da Sabina e também pinguins que se encontravam em condições precárias no litoral brasileiro, que foram acolhidos para um melhor tratamento, já que não apresentavam boas condições para voltarem à vida na natureza. Atualmente os pinguins presentes ficam expostos ao público durante o período em que o museu encontra-se aberto. O pinguinário é adaptado para que seja o mais próximo possível de um ambiente natural para os pinguins.
O museu Sabina Escola Parque do Conhecimento conta com a minicidade do trânsito; ela passou dois anos fechada, já que estava sendo restaurada e reformulada para atender as diretrizes pedagógicas de educação para o trânsito definidas pelo Denatran (Departamento Nacional do Trânsito). O projeto teve fim em 2017, quando foi reinaugurada. A minicidade passou a se chamar “Espaço Vivencial de Mobilidade” e tem como objetivo colocar a cidade de Santo André entre uma das referências entre políticas públicas inovadoras para uma boa educação no trânsito, e pretende ajudar para uma melhor formação de pedestres, passageiros, ciclistas e motoristas, para que todos tornem-se mais responsáveis e conscientes. O espaço conta com diversos pontos tradicionais da cidade de Santo André em tamanhos estilizados e com menor proporção, tais como: o calçadão da Oliveira Lima, o monumento ao Imigrante Italiano, e o Paço Municipal.
O Projeto Brinca Ciência foi uma iniciativa educacional da prefeitura de Santo André, em 2009, visando desenvolver o conhecimento científico das crianças de 4º e 5º ano (faixa etária de 9 a 11 anos) das escolas de Rede Pública Municipais de Santo André; são recebidas de três a quatro turmas por período (manhã e tarde). Essas crianças realizam três visitas ao ano à Sabina, sendo acompanhadas por monitores, que explicam as regras e instruções do projeto. Nessas visitas, são ganhados materiais e transformados por elas, com o auxílio desses monitores, em brinquedos científicos. Esses brinquedos estão presentes no livro oficial do projeto, que também passa a ser dessas crianças. No livro existem em média 16 experimentos, e mais dois kits de brinquedos o acompanham. Cada brinquedo tem sua função específica, depois dos monitores os ajudarem na construção, cada função é explicada e os alunos tem um tempo para investigar os brinquedos e se divertirem brincando com eles. Após o término da parte prática do projeto, os estudantes podem registrar em seu livro tudo o que aprenderam.
O projeto já teve algumas edições, e tem como objetivos estabelecer a parceria entre a Rede Municipal de Ensino de Santo André e a Sabina, assim melhorando aprendizagem e ampliação de conhecimento dos alunos, desenvolvendo o pensar e o fazer deles na vivência prática; contribuir para que os estudantes evoluam suas capacidades como leitura, expressão de ideias e dúvidas, enfrentamento de desafios e argumentação. Além de expandir o interesse dos alunos pela ciência.
Foi atendida na primeira versão do projeto, aproximadamente, um total de 2700 alunos e 100 professores da rede pública de Santo André. Os números aumentaram na segunda versão, sendo de 7150 alunos e 275 professores. O projeto teve um feedback positivo, já que os alunos apresentaram uma qualidade em sua habilidade cognitiva.

### Planetário e teatro digital

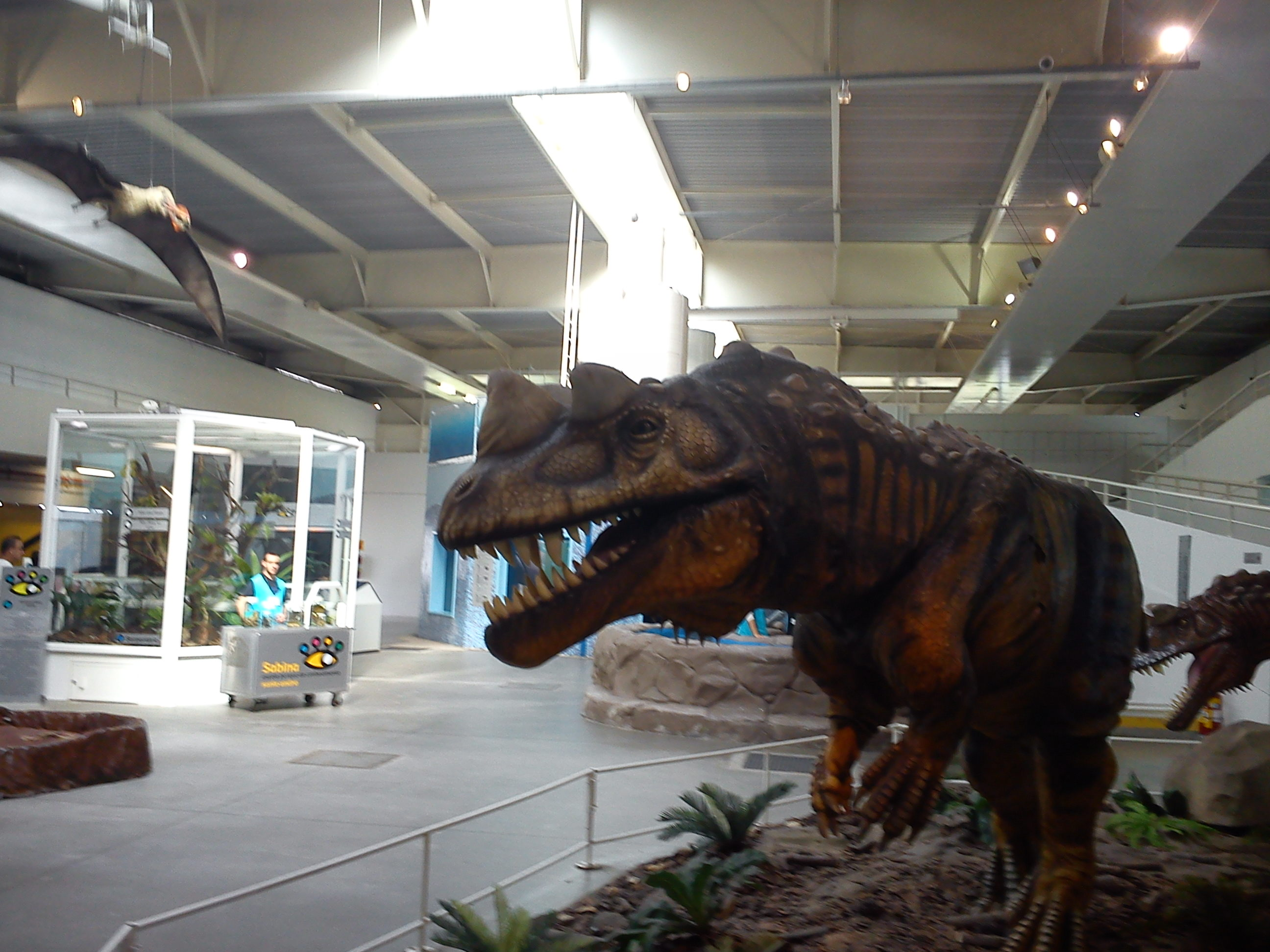
Réplica de dinossauro na área da vida

A Sabina Escola Parque abriga o mais moderno planetário do Brasil. O Planetário e Teatro Digital Johannes Kepler, com capacidade para 230 pessoas, é o único com sistemas de projeção ótico e digital funcionando de forma sincronizada para reproduzir quase 6 mil estrelas pontuais, com brilho, cores e cintilações semelhantes aos da natureza. A Sabina é um dos excepcionais projetos da Região do Grande ABC, referente a difusão e popularização da ciência, juntamente com o Grupo de Observação Astronômica de Santo André.

## Acontecimentos
Depois de 5 meses com as portas fechadas, o Sabina reabriu no início de 2017, com as atividades sob a gestão da UFABC. O Termo de Cooperação Técnico Científica foi assinado entre o prefeito Carlos Grana e o reitor da Universidade Federal do ABC, Klaus Capele, o acordo determinou a gestão do espaço criado para as atrações interativas que concretizam a ciência. Desse modo, a prefeitura de Santo André reduziu 45% os gastos de administração com o equipamento, procurado por todos os tipos de público. Com o contrato assinado, a UFABC passou a gerenciar a gestão do Sabina, a partir disso, foram abertas vagas para monitores, aproximadamente 30, sem eliminar os que já trabalhavam lá, abrindo também vagas para áreas administrativas dentro da escola parque, contando com uma equipe particularmente da UFABC. A parceria favoreceu os dois lados, trazendo benefícios para alunos, professores e público geral do Sabina.

## Acessibilidade
Entrando no quesito descritivo do lugar, o percurso entre o portão da Sabina e a porta de entrada é pavimentado, sem o impedimento de buracos, degraus ou outros obstáculos, como bancos, árvores, lixeiras, etc. No estacionamento há vagas para pessoas com deficiência, sinalizadas com placa e pintura no piso, próximas à porta de entrada. Ao lado delas há um espaço para abrir a porta, retirar a cadeira de rodas e circular em segurança até a porta de entrada. Tendo em vista o grande potencial de público, bem como a localização do espaço, o estacionamento é altamente importante para o funcionamento do local, apesar de não cobrar nenhum valor referente aos ônibus, carros e motos que permanecem estacionados durante a visita do espaço.
Pensando na acessibilidade de todos os usuários do Museu, visando a oportunidade de todos terem acesso e poderem ampliar seu repertório cultural e seus conhecimentos, o espaço e o atendimento são prontificados para atender as necessidades de todos seus visitantes independentemente de suas condições. O museu possui porta e portão de entradas fáceis de identificar e permite o acesso de todos ao ambiente. Ele também possui em seu estacionamento vagas para pessoas com deficiência, sinalizadas com pintura no piso e placa e são mais próximas às portas de entrada e em seu lado existe um espaço maior para abrir a porta e retirar as cadeiras de rodas.
Logo na entrada do museu existem dois balcões que tem informações para cadeirantes; os balcões são mais baixos e com espaço de aproximação para as pernas, o balcão funciona também como bilheteria. Em seguida da bilheteria existem telefones públicos e alguns deles são adaptados para cadeirantes. Também existem sanitários masculinos e femininos com lavatórios acessíveis; neles é possível uma pessoa de cadeiras de rodas locomover-se e manobrar sua cadeira livremente e ter acesso ao boxe e ao lavatório. Também há bebedouros espalhados no museu e acoplados a eles há bebedouros mais baixos que facilitam o uso de pessoas em cadeiras de rodas.
No museu não há local de venda de alimentos para visitantes, mas existe uma área para as pessoas fazerem suas refeições, e nessa área não há mesas adaptadas a cadeirantes, porém há um balcão que pode ser utilizado por usuários de cadeiras de rodas, pois ele possui uma altura adequada e recuo baixo. Com relação ao acesso de pessoas de cadeiras de rodas as atrações do museu e aos equipamentos oferecidos pelo Sabina Escola Parque do Conhecimento, é necessário ressaltar que o local não é possível ser aproveitado em sua totalidade. A “Fúria da Natureza”, uma das atrações do Museu, não permite a entrada de cadeirantes, mas é possível visualizar o vídeo fora da plataforma, diminuindo a total interação e efeito do simulador. Em outras atrações presentes no Museu como a “Boneca Nina” e “Origem do Universo” o acesso é dificultado.
No piso superior do Museu existe um espaço que é dedicado à microbiologia, com diversos tipos de microscópios. Os monitores do museu afirmam que caso não seja possível o acesso às lâminas de cada aparelho dos cadeirantes, eles transmitem as imagens da lâmina em uma televisão, o que não diminui a experiência com a atração em relação aos outros visitantes. Na parte que é dedicada ao estudo da física, os equipamentos em sua maioria possuem acesso disponível e altura adequada. Porém existem alguns acessórios, como o poço sem fundo e o periscópio, que só podem ser utilizados por adultos em pé, diminuindo o acesso de cadeirantes e sua total experiência. Por fim, com relação à acessibilidade existem locais que são acessíveis e outros ainda não possuem uma acessibilidade irrestrita e ampla para todos.